# Les Dossiers de l'Agence O
Cet article concerne la série télévisée. Pour l'article sur le recueil de nouvelles, voir Les Dossiers de l'Agence O (nouvelles).
Les Dossiers de l'Agence O est une série télévisée franco-canadienne en treize épisodes d'environ 55 minutes créée par Marc Simenon et diffusée d'abord au Québec du 14 décembre 1967 au 13 mars 1968 à la Télévision de Radio-Canada, puis en France du 11 mars au 3 juin 1968 sur la première chaîne de l'ORTF.

## Synopsis
Cette série met en scène les enquêtes du célèbre cabinet de détectives privés, l'Agence O. Officiellement, l'agence est dirigée par Joseph Torrence (un ancien adjoint du commissaire Maigret), mais en réalité derrière une vitre sans tain de son bureau se cache le véritable patron, Émile le Roux.

## Distribution
- Pierre Tornade : Joseph Torrence
- Jean-Pierre Moulin : Émile le Roux
- Michel Robin : Barbet
- Marlène Jobert : Mademoiselle Berthe

## Fiche technique
- Titre : Les Dossiers de l'agence O
- Réalisation : Marc Simenon, Jean Salvy
- Scénario : Jean Salvy, Maurice Aubergé et Georges Simenon d'après son recueil de nouvelles éponyme (1943)[1]
- Musique : Derry Hall
- Photographie : Marcel Combes
- Montage : Jorg Kutenmeier, Étiennette Muse
- Sociétés de production : 
  - ORTF
  - COFERC (Compagnie française d'études et de réalisations cinématographiques)
  - Société Radio Canada
- Chaîne de diffusion : première chaîne de l'ORTF
- Format : couleur — format de pellicule photographique : 35 mm — 1.33:1 — son : mono
- Genre : policier
- Pays d'origine :  France,  Canada
- Durée : 13 épisodes de 55 minutes
- Date de première diffusion :
  - Québec : du 14 décembre 1967 au 13 mars 1968
  - France : du 11 mars au 3 juin 1968

## Liste des épisodes
- Le Prisonnier de Lagny (première diffusion, le 11 mars 1968), réalisé par Jean Salvy, d'après la nouvelle éponyme, avec Louis Arbessier (inspecteur Janvier), Noël Roquevert (inspecteur Bichon), Serge Gainsbourg (Jean Dassonville), Chantal Goya (Cécile Chauffier Mignot) et Guy Hoffmann (M. Chauffier Mignot)

- L’Homme tout nu (première diffusion, le 18 mars 1968), réalisé par Marc Simenon et Jean Salvy, d'après la nouvelle éponyme, avec Jean-Roger Caussimon (maître Duboin) et Paul Préboist (le vieux pilote)

- Les Trois Bateaux de la calanque (première diffusion, le 25 mars 1968), réalisé par Jean Salvy, d'après la nouvelle éponyme, avec Marcel Dalio (Hubert Moss), Maurice Garrel (Larrignan), Achille Zavatta (inspecteur Machère) et Jean Panisse (le pêcheur)

- La Cage d’Émile (première diffusion, le 1er avril 1968), réalisé par Jean Salvy, d'après la nouvelle éponyme, avec Louis Arbessier (commissaire Janvier), Noël Roquevert (inspecteur Bichon) et Mylène Demongeot  (Mylène Holga).

- Le Docteur Tant-Pis (première diffusion, le 8 avril 1968), réalisé par Marc Simenon, d'après la nouvelle éponyme, avec Jean Servais (docteur Tant-Pis), Renée Barrel (Mme Pedretti), Françoise Deldick (Mme Delamain), Louis Arbessier (commissaire Janvier) et Noël Roquevert (inspecteur Bichon)

- Le Club des vieilles dames (première diffusion, le 15 avril 1968), réalisé par Jean Salvy, d'après la nouvelle La Cabane en bois, avec Marius Goring (Mme Sacramento), Gabriel Gascon (le directeur de la compagnie d’assurances) et Margaretta Scott (Mme Pitchard)

- L’Étrangleur de Montigny (première diffusion, le 22 avril 1968), réalisé par Marc Simenon, d'après la nouvelle L'Étrangleur de Moret, avec Pascale Roberts (l’hôtesse de l’air), Helmut Schneider (le journaliste), Maria Pacôme (l’aubergiste), Noël Roquevert (inspecteur Bichon) et Pierre Mondy (commissaire Lucas)

- La Petite Fleuriste de Deauville (première diffusion, le 29 avril 1968), réalisé par Jean Salvy, d'après la nouvelle La Fleuriste de Deauville, avec Pascale Audret (Wanda Van Mollen), Pierre Doris (M. Van Mollen), François Maistre (comte Vatsi) et Robert Dalban (le commissaire)

- Émile à Cannes (première diffusion, le 6 mai 1968), réalisé par Marc Simenon, d'après la nouvelle Émile à Bruxelles, Mario David (le truand), Guy Hoffmann (l’homme d’affaires), Hélène Rémy (la maîtresse)

- L’Arrestation du musicien (première diffusion, le 13 mai 1968), réalisé par Marc Simenon, d'après la nouvelle éponyme, avec Grégoire Aslan (le banquier), Yoko Tani (la strip-teaseuse), Georges Poujouly (José), Louis Arbessier (commissaire Janvier), Noël Roquevert (inspecteur Bichon)

- Le Vieillard au porte-mine (première diffusion, le 20 mai 1968), réalisé par Jean Salvy, d'après la nouvelle éponyme, avec Louise Marleau (Mlle Aku), Paul Bonifas (le vieux Vicek), Henri Norbert (Olas), Georgette Anys (Mme Hélène), Piéral (Kopafker)

- Le Ticket de métro (première diffusion, le 27 mai 1968), réalisé par Jacques Lanzmann et Marc Simenon d’après une nouvelle de Georges Simenon, avec Louis Arbessier, Noël Roquevert, Catherine Allégret, Jeanne Fusier-Gir et Claude Brasseur. Un colonel en retraite débarque un jour à Paris, prend le métro et arrive à l’Agence O en murmurant: « C'est le nègre… le nègre… » Il meurt aussitôt, un couteau planté entre les épaules. Sur lui, un ticket de métro.

- Le Chantage de l’Agence O (première diffusion, le 3 juin 1968), réalisé par Jean Salvy, d'après la nouvelle éponyme, avec Jacques Folgado (Vatissard), Henri Nassiet (Trigano Alban), Pierre Repp (le garçon de café) et Lucette Raillat (la caissière)

### Ordre de diffusion
Au Québec, les épisodes ont été diffusés dans cet ordre :
1. L’Arrestation du musicien
2. La Cage d’Émile
3. Les Trois Bateaux de la Calanque
4. L’Étrangleur de Montigny
5. Le Prisonnier de Lagny
6. Le Club des vieilles dames
7. Le Docteur Tant-Pis
8. Le Ticket de métro

(titres manquants)
13. Le Chantage de l’Agence O